# Aikaterini Oikonomopoulou
Aikaterini Oikonomopoulou (16 de fevereiro de 1978) é uma jogadora de polo aquático grega, medalhista olímpica.

## Carreira
Aikaterini Oikonomopoulou fez parte do elenco vice-campeão olímpico de Atenas 2004.